# Hebefustis vafer
Hebefustis vafer är en kräftdjursart som beskrevs av Joseph F. Siebenaller och Robert Raymond Hessler 1977. Hebefustis vafer ingår i släktet Hebefustis och familjen Nannoniscidae.
Artens utbredningsområde är Mexikanska golfen. Inga underarter finns listade i Catalogue of Life.